# Frederick Edgworth Morgan
Sir Fredrick Edgworth Morgan KCB, britanski general, * 5. februar 1894, † 19. marec 1967.
Med 2. svetovno vojno je bil načrtovalec Operacije Overlord.